# Bruno Schulz (zespół muzyczny)
Bruno Schulz – polska rockowa grupa muzyczna założona w 2003 w Kielcach.
Zespół Bruno Schulz został założony wiosną 2003. W 2007 zadebiutowali płytą Ekspresje, depresje, euforie (Luna Music). Singiel Gdy więdną kwiaty znalazł się na pierwszym miejscu Listy Przebojów Radia Bis – Mocna Trzydziestka. Zyskał również sporą popularność w wielu rozgłośniach radiowych w Polsce. Magazyn Teraz Rock uznał Ekspresje, depresje, euforie za jedną z trzech najlepszych polskich płyt wiosny 2007 roku. Przychylne recenzje pojawiły się także w miesięczniku Machina oraz w internetowych serwisach muzycznych. Teledysk autorstwa Remigiusza Wojaczka emitowany był w programach Telewizji Polskiej oraz w stacjach muzycznych i kulturalnych. W czerwcu 2007 roku zespół zagrał na Open’er Festival w Gdyni.
Pod koniec 2008 roku muzycy podpisali kontrakt fonograficzny z wytwórnią S.P. Records, w konsekwencji, w lutym, 2009 roku ukazała się druga płyta zatytułowana Europa wschodnia. Europa wschodnia została wysoko oceniona przez krytykę i słuchaczy.
Rok po ostatnim wydawnictwie nakładem S.P. Records ukazała się trzecia publikacja – Nowy Lepszy Człowiek. Materiał zarejestrowano w Manximum Records Studio w Łodzi. Realizacją dźwięku zajął się Michał Marciniak, a miksem i masteringiem Tomasz Bonarowski. Pierwszym singlem z płyty był utwór Szybki świat.
16 lutego 2013 nakładem wydawnictwa Fonografika ukazała się czwarta płyta zespołu Bruno Schulz pt. Wyspa. Materiał zarejestrowany został w Hasselhoff studio w Łodzi. Producentem i realizatorem nagrań jest Paweł Cieślak. Pierwszy singel pt. Z bliska dotarł do 2. miejsca listy przebojów Radia Eska Rock. Teledysk do utworu Z bliska emitowany jest m.in. na antenie TVP Kultura, Kino Polska Muzyka i innych stacji telewizyjnych. We wrześniu 2013 do rozgłośni trafił drugi singiel z płyty pt. Nawet z Tobą. 7 marca 2014 Wyspa otrzymała tytuł Łódzkiej Płyty Roku 2013 w plebiscycie „Gazety Co Jest Grane”.
11 grudnia 2015 premierę miał piąty album zespołu pt. Imperium. Podobnie jak Wyspa, materiał został zarejestrowany w studiu Pawła Cieślaka w Łodzi. Album został wydany przez Winylowo Records. Na płycie znajduje się 11 utworów. Do singla Horyzont powstał teledysk, który stworzył Jakub Romanowicz. W późniejszym czasie powstały również teledyski do utworów „Srebrne oceany” oraz „Rozmycie”.
W styczniu 2018 zespół ogłosił zakończenie działalności i wyruszył w pożegnalną trasę, obejmującą koncerty w 8 miastach w Polsce.

## Skład
- Karol Stolarek – śpiew
- Wiktor Czapla – gitara
- Wit Zarębski – gitara basowa

## Dyskografia
- 2007 Ekspresje, depresje, euforie (Luna Music)
- 2009 Europa wschodnia (S.P. Records)
- 2010 Nowy Lepszy Człowiek (S.P. Records)
- 2013 Wyspa (Fonografika)
- 2015 Imperium (Winylowo Records)